# 三好ひろあき
三好 ひろあき（みよし ひろあき、1957年4月11日 - ）は、日本のシンガーソングライター、ギタリスト。広島県福山市出身、京都市在住。主に京都と関西を中心に活動している。本名：三好寛昭、ソロ・プロジェクト名：弦ごころ（Gen Gocoro）。演奏する音楽ジャンルは幅広いが、基本はポップスである。

## 略歴
1976年より京都のライブハウス磔磔で働き、出演する多くのミュージシャンより多大なる影響を受ける。同時にローカルバンドで経験を積み、著名アーティストのサポートメンバーとなる。
1989年　「HarVest」（後に「ときわ」と改名）を結成、ビクター音楽産業よりオムニバスCDを発売。年間50本以上のライヴを行い、自主制作CDも発表。
1992年　沖縄のコーラスグループ「ネーネーズ」に参加。CD制作、ツアーを行う。三好はネーネーズのプロデューサーである知名定男の「チナサダヲ楽団」のメンバーである。
1993年　北村謙をリーダーとする「少年倶楽部」に参加。CD制作、ライヴ活動を行う。
1994年　バンド「SEAGULLS」（ワーナーミュージック）のサポートメンバーとしてツアーに参加。平安建都1200年のイベントに参加。三波春夫、都はるみ、初代桜川唯丸と共演。
1995年　バンド「B#」（Sony Records）にサポートメンバーとしてCD制作、ツアーに参加。
2000年　シャンソン歌手「如月伶生」朧月に加入。CD制作、ツアー、ミュージカルに参加。
2001年　中野裕之監督映画「Stereo Future」に清水靖晃の下、ギタリストとして参加。
2002年 「大西ユカリと新世界」に二代目ギタリストとして加入。CD制作、ツアーに参加、ラジオ、TV番組にも出演多数。
2004年　自作曲「オモカゲ」が「ダウンタウンDX」のエンディングテーマとして放映される。
2005年　「大西ユカリと新世界」アルバム「昭和残唱」で第47回日本レコード大賞企画賞受賞。　
2011年よりソロ活動を開始。弦を震わせ心を揺さぶる音楽を目指し、自己の活動の名称を「弦ごころ（Gen Gocoro）」と名付け翌2012年に自己のソロアルバム「Gen Gocoro」を発売。
ヤマハ音楽振興会の「ヤマハ大人の音楽レッスン（PMS・ポピュラーミュージックスクール）」で講師を務める。